# Fionnula Flanagan
Fionnula Flanagan, właśc. Fionnghuala Manon Flanagan (ur. 10 grudnia 1941 w Dublinie) – irlandzka aktorka teatralna, filmowa i telewizyjna. Laureatka Emmy dla wybitnej gościnnej aktorki w serialu dramatycznym za rolę Clothilde w miniserialu ABC Pogoda dla bogaczy (1976), Nagrody Saturna w kategorii najlepsza aktorka drugoplanowa za rolę Berthy Mills w dreszczowcu Alejandro Amenábara Inni (2001) i Nagrody Satelity dla najlepszej aktorki drugoplanowej w serialu, miniserialu lub filmie telewizyjnym za rolę Rose Caffee w serialu Showtime Braterstwo (2006–2008). Występowała w roli Eloise Hawking z serialu Zagubieni (2007–2010).

## Życiorys
Urodziła się i dorastała w Dublinie. Była jednym z piątki dzieci Rosanny i Terence’a Nialla Flanagana. Jako nastolatka posługiwała się biegle zarówno językiem irlandzkim, jak i angielskim. Kształciła się w Szwajcarii i Anglii oraz w dublińskiej Abbey Theatre School. W 1968 przeprowadziła się wraz z mężem Garrettem O’Connorem do Los Angeles i w tym samym roku zadebiutowała na broadwayowskiej scenie jako Mag w przedstawieniu Lovers. Poza sceną zaczęła też występować w licznych filmach i serialach.

## Filmografia

### Filmy
- 1967: Ulysses jako Gerty MacDowell
- 1969: Zbereźnik (Sinful Davey) jako Penelope
- 1973: The Picture of Dorian Gray jako Felicia
- 1974: Znajda (The Godchild) jako Virginia
- 1975: The Legend of Lizzie Borden jako Bridget Sullivan
- 1976: In the Region of Ice jako siostra
- 1976: Nightmare in Badham County jako Dulcie
- 1977: Mary White jako Sallie White
- 1979: Young Love, First Love jako Audrey Gibson
- 1980: Mr. Patman jako Abadaba
- 1983: Through Naked Eyes jako dr Frances Muller
- 1984: Reflections jako pani Charlotte Lawless
- 1984: Oszukana i odtrącona (Scorned and Swindled) jako Margaret
- 1984: Przygoda wśród Ewoków (The Ewok Adventure) jako Catarine Towani
- 1986: A State of Emergency jako Diane Carmody
- 1986: Jednoręki mistrz (A Winner Never Quits) jako pani Wyshner
- 1986: Youngblood jako panna McGill
- 1987: P.K. i dziecko (P.K. and the Kid) jako Flo
- 1991: Final Verdict jako Pearl Morton
- 1991: Śmiertelne sny (Death Dreams) jako Psychic Physician
- 1992: Mad at the Moon jako pani Hill
- 1993: Znaleźne (Money for Nothing) jako pani Coyle
- 1994: Biała mila (White Mile) jako Genna Karas
- 1995: Piąta Aleja 919 (919 Fifth Avenue) jako Brighty
- 1996: Spirala przemocy (Some Mother’s Son) jako Annie Higgins
- 1998: Paperlily
- 1998: Martwy farciarz (Waking Ned) jako Annie O’Shea
- 1999: Oszustwo (Il Gioco)
- 1999: Tajemny romans (A Secret Affair) jako Drucilla
- 1999: Z tobą lub bez ciebie (With Or Without You) jako Irene
- 2000: Miłość lub ojczyzna. Historia Artura Sandovala (For Love or Country: The Arturo Sandoval Story) jako Sally
- 2001: Inni (The Others) jako pani Bertha Mills
- 2002: Boskie sekrety siostrzanego stowarzyszenia Ya-Ya (Divine Secrets of the Ya-Ya Sisterhood) jako Teensy
- 2003: Napisała: Morderstwo. Celtycka zagadka (Murder, She Wrote: The Celtic Riddle) jako Margaret Byrne
- 2003: Łzy słońca (Tears of the Sun) jako siostra Grace
- 2004: Man About Dog jako Olivia
- 2004: One of the Oldest Con Games jako Mary Kuhlmann
- 2004: Błogosławiona (Blessed) jako J. Lloyd Samuel
- 2005: Czterej bracia (Four Brothers) jako Evelyn Mercer
- 2005: Życie seksualne (Sexual Life)
- 2005: Transamerica jako Elizabeth
- 2007: Slipstream
- 2008: Jestem na tak (Yes Man) jako Tillie
- 2009: Opowieść wigilijna (A Christmas Carol) jako pani Dilber
- 2009: The Payback jako Galina
- 2009: Było sobie kłamstwo (The Invention of Lying) jako Martha Bellison
- 2010: Three Wise Women jako Beth
- 2011: Sposób na dziewczynę (Coming & Going) jako Irma
- 2011: Podaj mi sól, proszę (Pass the Salt, Please)
- 2011: Zabić Irlandczyka (Kill the Irishman) jako Grace O’Keefe
- 2011: Gliniarz (The Guard) jako Eileen Boyle
- 2012: Menú degustació jako hrabina D’Arcy
- 2013: When Angels Sing jako mama
- 2013: Life's a Breeze jako Nan
- 2013: Crossmaglen jako matka
- 2013: The Home
- 2023: Igrzyska śmierci: Ballada ptaków i węży jako Panibabka, babcia Corionalusa i Tigris

### Seriale
- 1966–1967: The Wednesday Play jako Mona / Eileen
- 1967: Callan jako Rena Clarke
- 1968: Cold Comfort Farm jako Mary Smiling
- 1972: Gunsmoke jako Sarah Morgan
- 1972: Mannix jako Gloria Paget
- 1972: Bonanza jako Elizabeth „Meg” Dundee
- 1972: Marcus Welby, lekarz medycyny (Marcus Welby, M.D.) jako Maggie
- 1973: The New Perry Mason jako Nancy Addison
- 1973: Rekruci (The Rookies) jako Judy Karcher
- 1974: Shaft jako Louise Quayle
- 1976: Pogoda dla bogaczy (Rich Man, Poor Man) jako Clothilde
- 1976: Medical Center jako Karen
- 1976: Marcus Welby, lekarz medycyny (Marcus Welby, M.D.) jako Barbara Brendan
- 1976: Ulice San Francisco (The Streets of San Francisco) jako Ellen Simms
- 1976: Kojak jako Molly Braddock
- 1976: Serpico jako Rita Maloney
- 1978–1979: Jak zdobywano Dziki Zachód (How the West Was Won) jako Molly Culhane
- 1981: Trapper John, M.D. jako Warden Clayton
- 1983: Voyagers! jako Molly Brown
- 1984: Riptide jako Melissa Belancourt
- 1984: Sława (Fame) jako dr Pettibon
- 1985: Cagney i Lacey (Cagney & Lacey) jako Arlene Crenshaw
- 1987: Napisała: Morderstwo (Murder, She Wrote) jako Freida Schmidt
- 1987: Hard Copy jako porucznik Guyla Cook
- 1989: Columbo jako Louise
- 1989: Detektyw Hunter (Hunter) jako Maureen Delaney
- 1990: Detektyw w sutannie (Father Dowling Mysteries) jako matka Margaret
- 1990: H.E.L.P. jako Kathleen Meacham
- 1990: Piękna i Bestia (Beauty and the Beast) jako Jessica Webb
- 1993: Star Trek: Stacja kosmiczna (Star Trek: Deep Space Nine) jako Enina Tandro
- 1993: Star Trek: Następne pokolenie (Star Trek: The Next Generation) jako dr Juliana O’Donnell
- 1993: Napisała: Morderstwo (Murder, She Wrote) jako Fiona Griffith
- 1993: Doktor Quinn (Dr. Quinn, Medicine Woman) jako Heart
- 1995: Legenda (Legend) jako Julia Grant
- 1998: Nothing Sacred jako Helen Reyneaux
- 1998: To Have & to Hold jako Fiona McGrail
- 1998–1999: Mroczne dziedzictwo (Poltergeist: The Legacy) jako narratorka / stara kobieta
- 1999: Szpital Dobrej Nadziei (Chicago Hope) jako sędzia Robin O’Hara
- 2002: Star Trek: Enterprise (Enterprise) jako V’Lar, vulkańska ambassador
- 2003: Prawo i bezprawie (Law & Order: Special Victims Unit) jako Sheila Baxter
- 2003: Napisała: Morderstwo (Murder, She Wrote) jako Margaret Byrne
- 2004: Bez skazy (Nip/Tuck) jako Rita Claire
- 2005: Objawienia (Revelations) jako matka Francine
- 2006–2008: Braterstwo (Brotherhood) jako Rose Caffee
- 2007: Paddywhackery jako Peig Sayers
- 2007–2010: Zagubieni (Lost) jako Eloise Hawking
- 2013: Defiance jako Nicolette „Nicky” Riordan
- 2017: Amerykańscy bogowie (American Gods) jako babcia Essie / stara Essie Macgowan
- 2018: Prawo i porządek: sekcja specjalna (Law & Order: Special Victims Unit) jako Madeline Jane Thomas